# رانالد آدام (هنرپیشه)
رانالد آدام (انگلیسی: Ronald Adam (actor)؛ ۳۱ دسامبر ۱۸۹۶ – ۲۸ مارس ۱۹۷۹) هنرپیشه و افسر اهل بریتانیا بود. وی بین سال‌های ۱۹۱۴ تا ۱۹۷۸ میلادی فعالیت می‌کرد.

## فیلم‌شناسی
از فیلم‌ها یا برنامه‌های تلویزیونی که وی در آن نقش داشته است می‌توان به دور دنیا در هشتاد روز، تبهکاران لاوندر هیل، شور زندگی، طبقه حاکم، مارتین لوتر اشاره کرد.